# Resident Advisor
Resident Advisor (auch bekannt unter der Kurzform RA) ist ein internationales, englischsprachiges Online-Magazin der elektronischen Tanzmusik. Der Hauptsitz befindet sich in London, weitere Niederlassungen befinden sich in Berlin, Los Angeles, Sydney und Tokio.
Das Onlinemagazin berichtet über Musik, DJs, Locations und Neuigkeiten der weltweiten Szene. Es gibt DJ-Charts, Podcasts, Fotoserien und Interviews. Die Inhalte der Redaktion sind grundsätzlich frei empfangbar. Nach einer Registrierung kann man Kommentare schreiben oder ein eigenes (DJ)-Profil anlegen.

## Geschichte
Die Webseite wurde 2001 von Paul Clement, Nick Sabine und David Berkley in Australien gegründet. Ziel war es zunächst, über die dortige Dance-Szene zu berichten. Ein Jahr später begann die Berichterstattung weltweit. 2011 wurde eine japanischsprachige Version eröffnet.

## Preise und Auszeichnungen
- 2008: Webby Award (Musik - Publikumspreis)[2]

## Bester DJ des Jahres
Von 2006 bis 2016 veranstaltete das Magazin Fan-Umfragen aus welchen jährlich die beliebtesten DJs gekürt wurden.
| Jahr | Platz 1            | Platz 2            | Platz 3       | Quelle |
| ---- | ------------------ | ------------------ | ------------- | ------ |
| 2006 | Michael Mayer      | Ricardo Villalobos | Richie Hawtin | [ 3 ]  |
| 2007 | Ricardo Villalobos | Luciano            | Sebo K        | [ 4 ]  |
| 2008 | Ricardo Villalobos | Richie Hawtin      | Luciano       | [ 5 ]  |
| 2009 | Richie Hawtin      | Ricardo Villalobos | Luciano       | [ 6 ]  |
| 2010 | Ricardo Villalobos | Richie Hawtin      | Seth Troxler  | [ 7 ]  |
| 2011 | Jamie Jones        | Seth Troxler       | Richie Hawtin | [ 8 ]  |
| 2012 | Seth Troxler       | Richie Hawtin      | Dixon         | [ 9 ]  |
| 2013 | Dixon              | Tale Of Us         | Richie Hawtin | [ 10 ] |
| 2014 | Dixon              | Tale Of Us         | Âme           | [ 11 ] |
| 2015 | Dixon              | Maceo Plex         | Tale Of Us    | [ 12 ] |
| 2016 | Dixon              | Jackmaster         | Tale Of Us    | [ 13 ] |

Im Jahre 2017 stoppte Resident Advisor die Umfragen. Als Grund nannte die Redaktion, dass in den vorherigen Jahren ausschließlich Männer gekürt worden waren und so ein verzerrtes Bild der Elektroszene entstanden sei.